# Orbada
Orbada – darmowe narzędzie dla projektantów baz danych, programistów SQL i administratorów. Zawiera wiele kreatorów i specjalnych funkcji ułatwiających pracę administratora baz danych. Dzięki wykorzystaniu technologii Java oraz sterowników JDBC pozwala na łączenie się z wieloma bazami danych. Orbada jest zaopatrzona w dedykowane wtyczki dla takich baz danych jak Oracle, SQLite, Firebird, HSQLDB, DerbyDB oraz pomoc SQL z podświetlaniem składni, przeglądarką baz danych, profilerem.
Narzędzie jest cały czas rozszerzane o dodatkowe wtyczki
Program jest rozpowszechniany na licencji GNU General Public License.